# Travanca (Amarante)
Travanca é uma povoação portuguesa sede da Freguesia de Travanca do Município de Amarante, freguesia com 8,69 km² de área e 2012 habitantes (censo de 2021), tendo, por isso, uma densidade populacional de 231,5 hab./km².
A freguesia foi criada em 1120. Nessa data recebeu carta de couto. Manteve esse estatuto até ao liberalismo sendo então anexada ao extinto concelho de Santa Cruz de Riba Tâmega. O couto era constituído apenas pela freguesia.

## Demografia
A população registada nos censos foi:

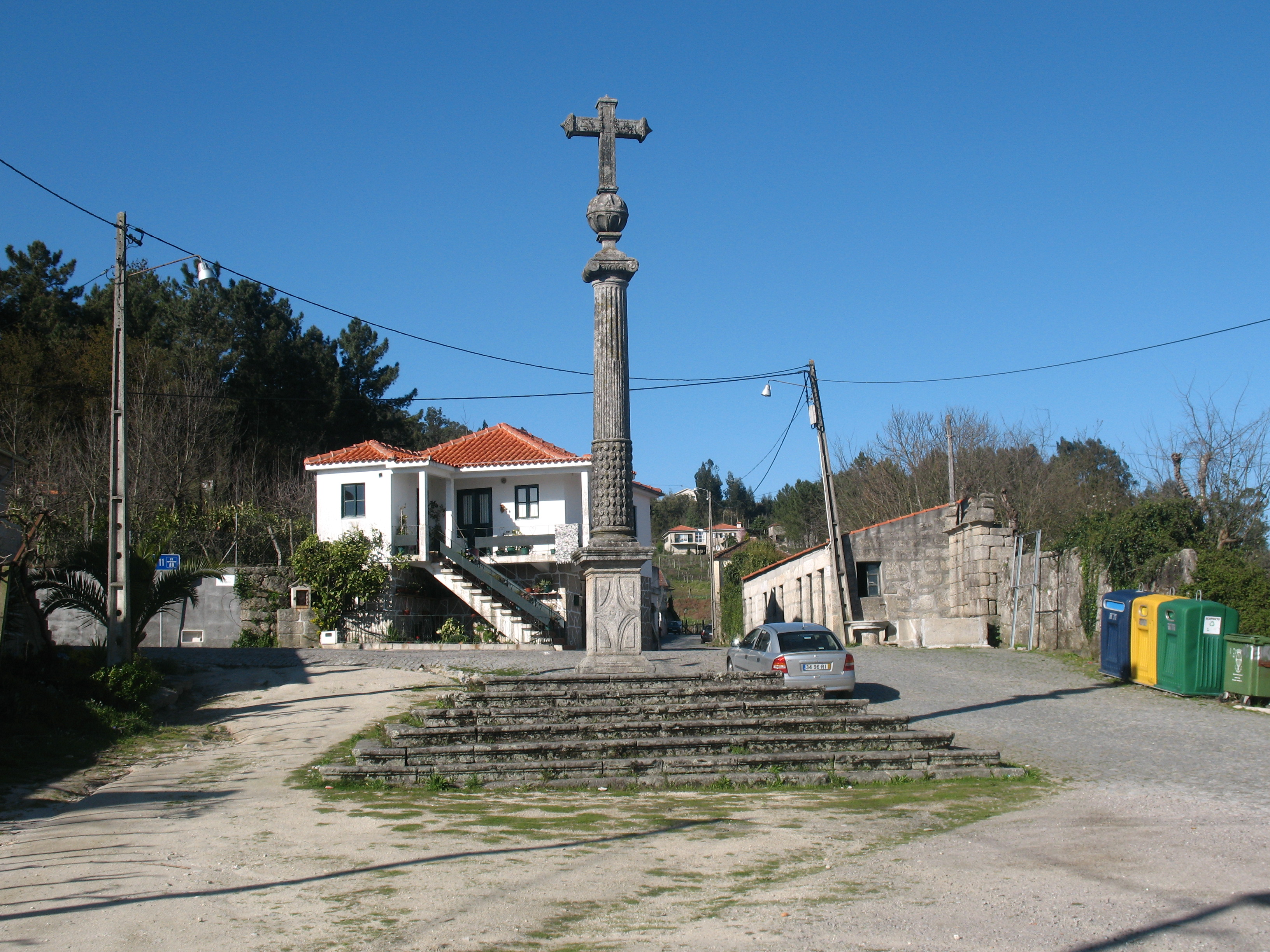
Cruzeiro/Pelourinho em Travanca

| Distribuição da População por Grupos Etários | Distribuição da População por Grupos Etários | Distribuição da População por Grupos Etários | Distribuição da População por Grupos Etários | Distribuição da População por Grupos Etários |
| -------------------------------------------- | -------------------------------------------- | -------------------------------------------- | -------------------------------------------- | -------------------------------------------- |
| Ano                                          | 0-14 Anos                                    | 15-24 Anos                                   | 25-64 Anos                                   | > 65 Anos                                    |
| 2001                                         | 560                                          | 385                                          | 1290                                         | 267                                          |
| 2011                                         | 408                                          | 322                                          | 1235                                         | 313                                          |
| 2021                                         | 235                                          | 265                                          | 1097                                         | 415                                          |

## Património

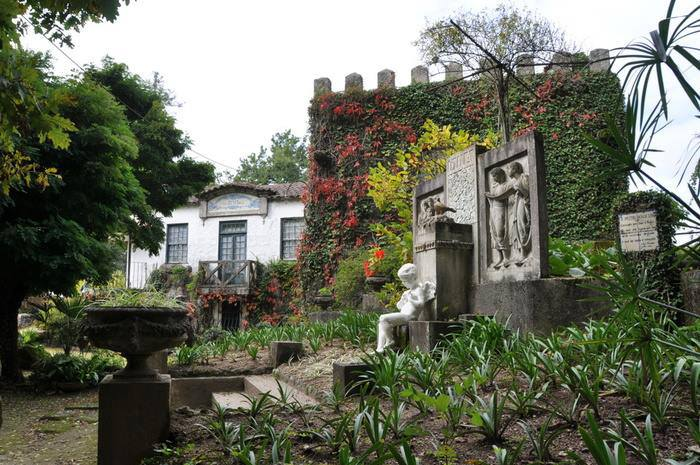
Casa do pintor Acácio Lino

- Mosteiro de Travanca, incluindo a igreja e a torre. Foi Padroeiro deste mosteiro Garcia Moniz, filho de Moninho Viegas e pai de Moninho Moniz, que foi padroeiro do Mosteiro de Arnoia.
- Casa do pintor Acácio Lino

## Instituições
- Grupo Desportivo e Recreativo de Travanca
- Grupo de Jovens Luz da Vida